# Prolongación Narciso Mendoza
Prolongación Narciso Mendoza är en ort i Mexiko.   Den ligger i kommunen Tlalpan och delstaten Distrito Federal, i den sydöstra delen av landet, 23 km söder om huvudstaden Mexico City. Prolongación Narciso Mendoza ligger 2 858 meter över havet och antalet invånare är 109.
Terrängen runt Prolongación Narciso Mendoza är bergig. Runt Prolongación Narciso Mendoza är det mycket tätbefolkat, med 2 431 invånare per kvadratkilometer. Närmaste större samhälle är Iztapalapa, 19,7 km nordost om Prolongación Narciso Mendoza. I omgivningarna runt Prolongación Narciso Mendoza växer huvudsakligen savannskog.